# أيغا فيرفال
أيغا فيرفال (بالبولندية: Iga Wyrwał) وتعرف أيضاً باسم إيفا أو إيف وهي ممثلة بولندية وعارضة أزياء سابقة ولدت في يوم 20 فبراير 1989 في مدينة كاليز في بولندا، هاجرت إلى إنجلترا في 2006 ولعبت هناك في الرغبي وثم عملت كفتاة عرض في مجلة نوتس وفي أبريل تم اختيارها كأكثر فتاة مثيرة في بريطانيا وثم ضمن أكثر 100 امرأة مثيرة في العالم، ظهرت صورها في مجلات رجال أخرى ومنها بلاي بوي وفرونت وسي كاي إم وظهرت صورها في موقع ميت أرت، كما ظهرت في صحيفة دايلي ستار في الصفحة الثالثة، في 2009 قدمت برنامج Strictly Come Dancing بالنسخة البولندية، وفي 2011 مثلت في فلم سموَك حيث مثلت دور عشيقة الملك القزم مع داني مكبرايد وجيمس فرانكو وناتالي بورتمان.

## روابط خارجية
- أيغا فيرفال على موقع IMDb (الإنجليزية)
- أيغا فيرفال على موقع ألو سيني (الفرنسية)
- أيغا فيرفال على موقع أول موفي (الإنجليزية)
- أيغا فيرفال على موقع قاعدة بيانات الفيلم (الإنجليزية)
- أيغا فيرفال على موقع كينوبويسك (الروسية)